# ستيفن هاين
ستيفن هاين (بالإنجليزية: Steven Heine)‏ هو كاتب أمريكي، ولد في 1950.